# Débusqueur
Un débusqueur ou skidder est une des machines forestières.

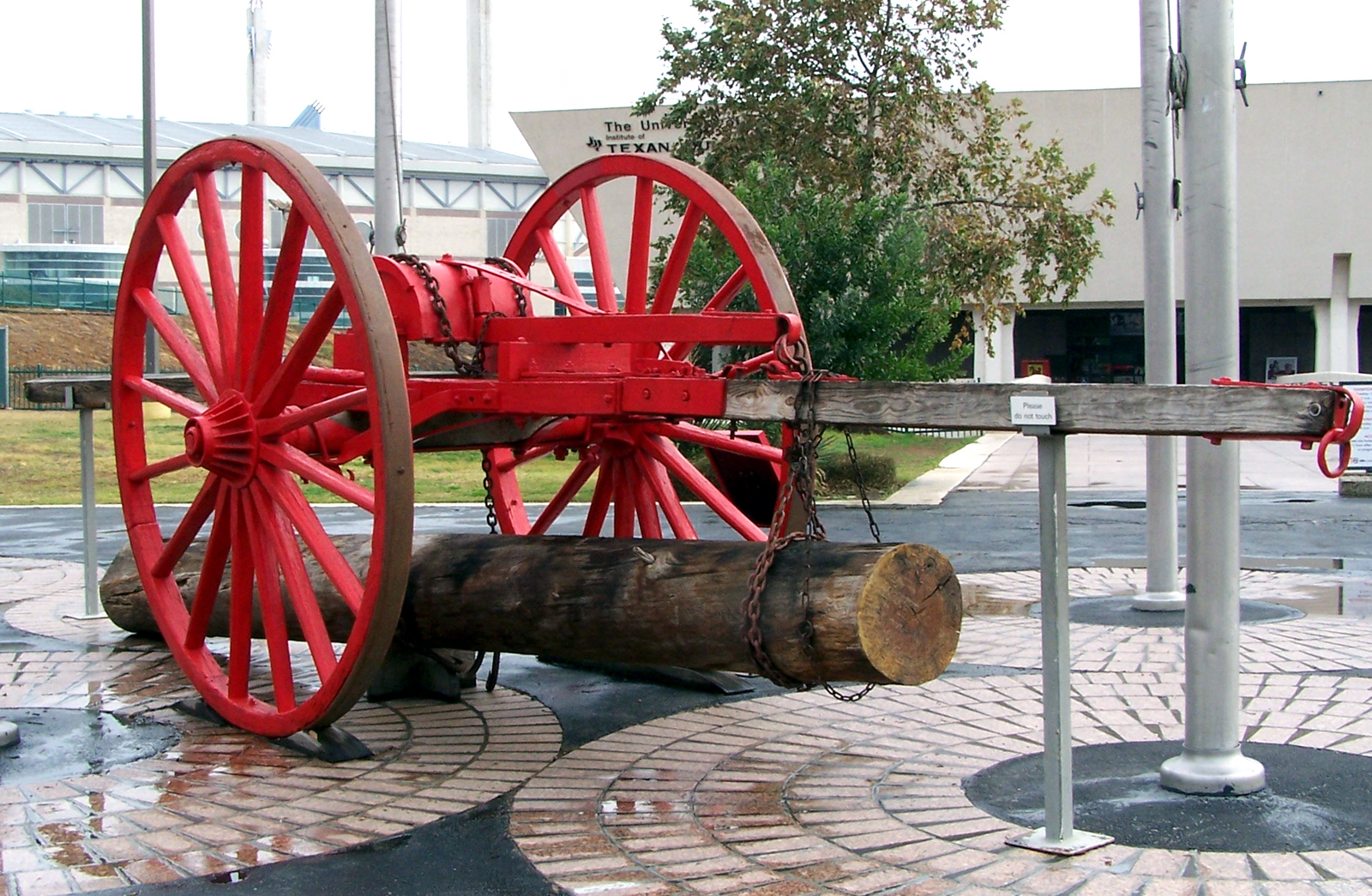
Modèle ancien, à traction animale

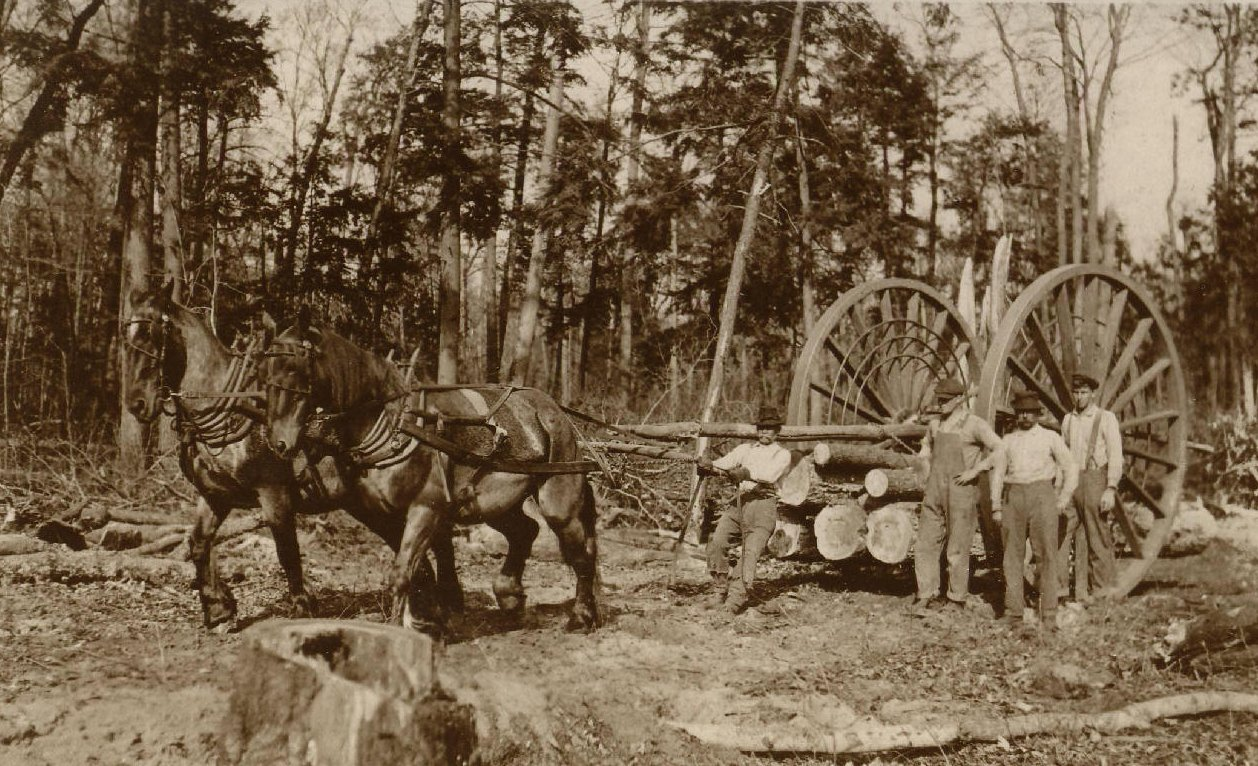
Plusieurs troncs groupés, débardés par deux chevaux, en 1915

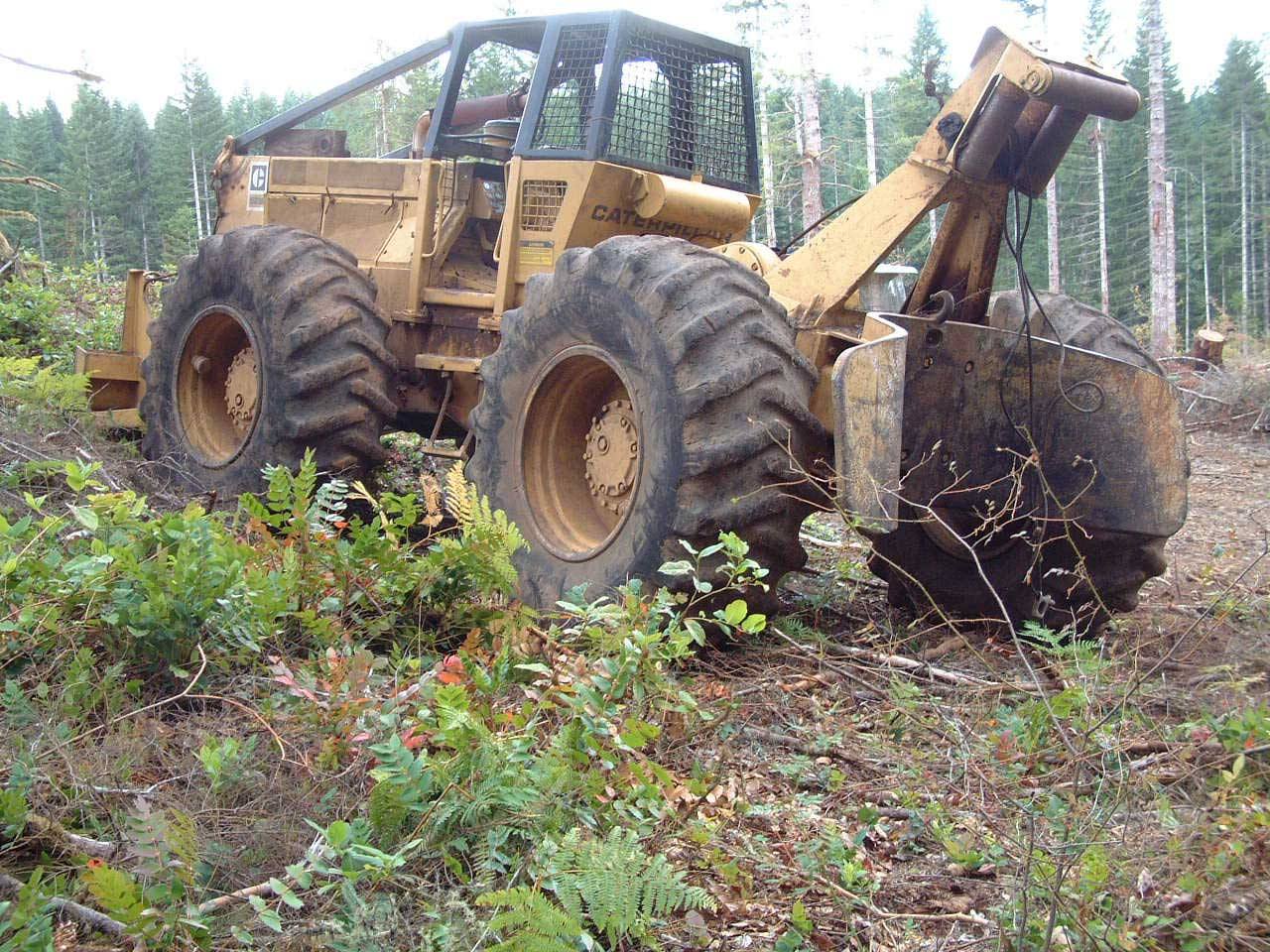
Skidder à câble (Caterpillar 528) mis en service vers 1975

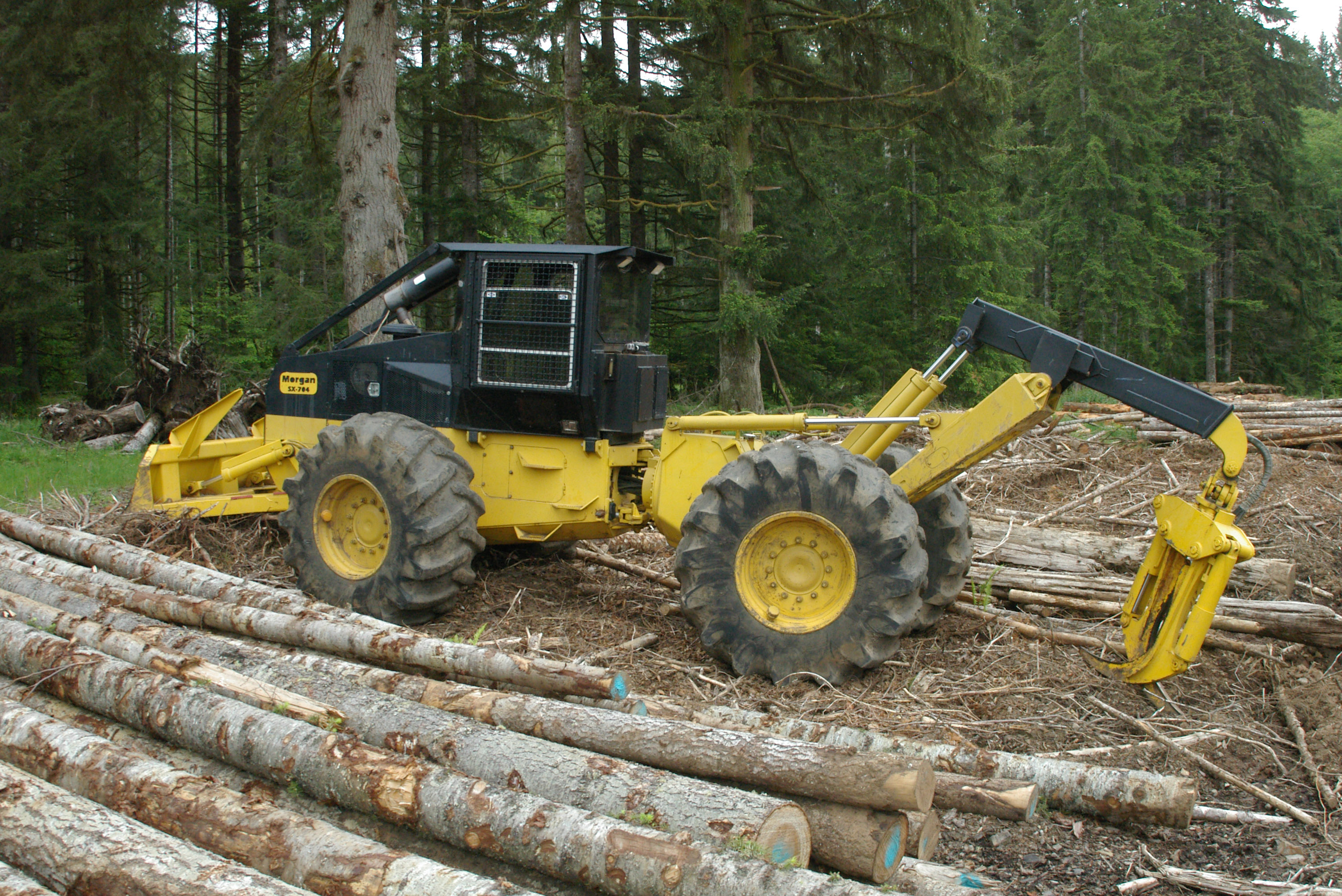
Skidder moderne à double fonction (câble et griffe)

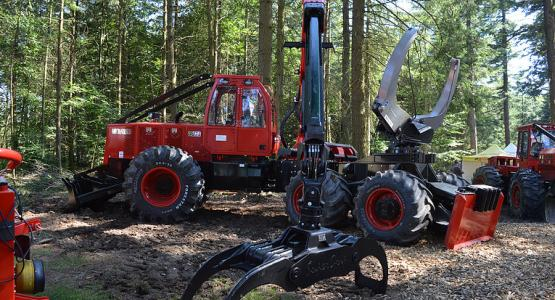
débusqueur Camox G275 à boggie (2018)

Son principal but est de sortir les grandes grumes d'une exploitation forestière pour les mettre généralement sur un lieu de dépôt, en forêt ou en bord de route (débardage). Les skidders sont soit à câble, soit à pince ; s'ils sont à câble ils tireront moins de grumes que s'ils sont à pince.

## Usages
En général, on utilise un débusqueur pour les grumes d'une taille supérieure à 6 mètres.
Pour effectuer ces opérations le débusqueur est muni d'un ou plusieurs treuils à câble (entre 50 et 100 mètres en plaine, 180 et 220 mètres en montagne) avec une élingue et avec un « chocker » (un système d'attache qui se resserre quand on tire).

Avec ce grand câble le débusqueur peut tirer à lui une grume à plusieurs dizaines de mètres (dans les endroits difficiles par exemple).

## Histoire
Les modèles anciens étaient tirés par des animaux (chevaux de trait, bovins, ânes, mulets, baudets...)
Des machines à vapeur plus ou moins polyvalentes ont été utilisées jusqu'au début du XXe siècle, notamment aux États-Unis avec le moteur Donkey et certains chantiers débardés au moyen d'une voie ferrée.

## Avantages et inconvénients
Les principaux avantages offerts par ces engins sont un gain de santé et sécurité au travail et un confort très amélioré pour le débardeur, mais ils ont contribué à diminuer l'offre d'emploi forestier, à encourager l'artificialisation et l'intensification des systèmes sylvicoles mais aussi parfois à la dégradation des sols forestiers. Cependant les machines forestières modernes sont équipées de pneus très larges qui réduisent la pression au sol.
Enfin les griffes, plus que les têtes de coupes (utilisées pour les résineux et les jeunes eucalyptus et non pour les grands feuillus) abîment la fibre du bois, souvent sur plusieurs cm de profondeur. Ce n'est pas gênant pour la production de pâte à papier, mais peut diminuer la valeur de vente de certains bois dits « nobles » ou « précieux ».

## Galerie

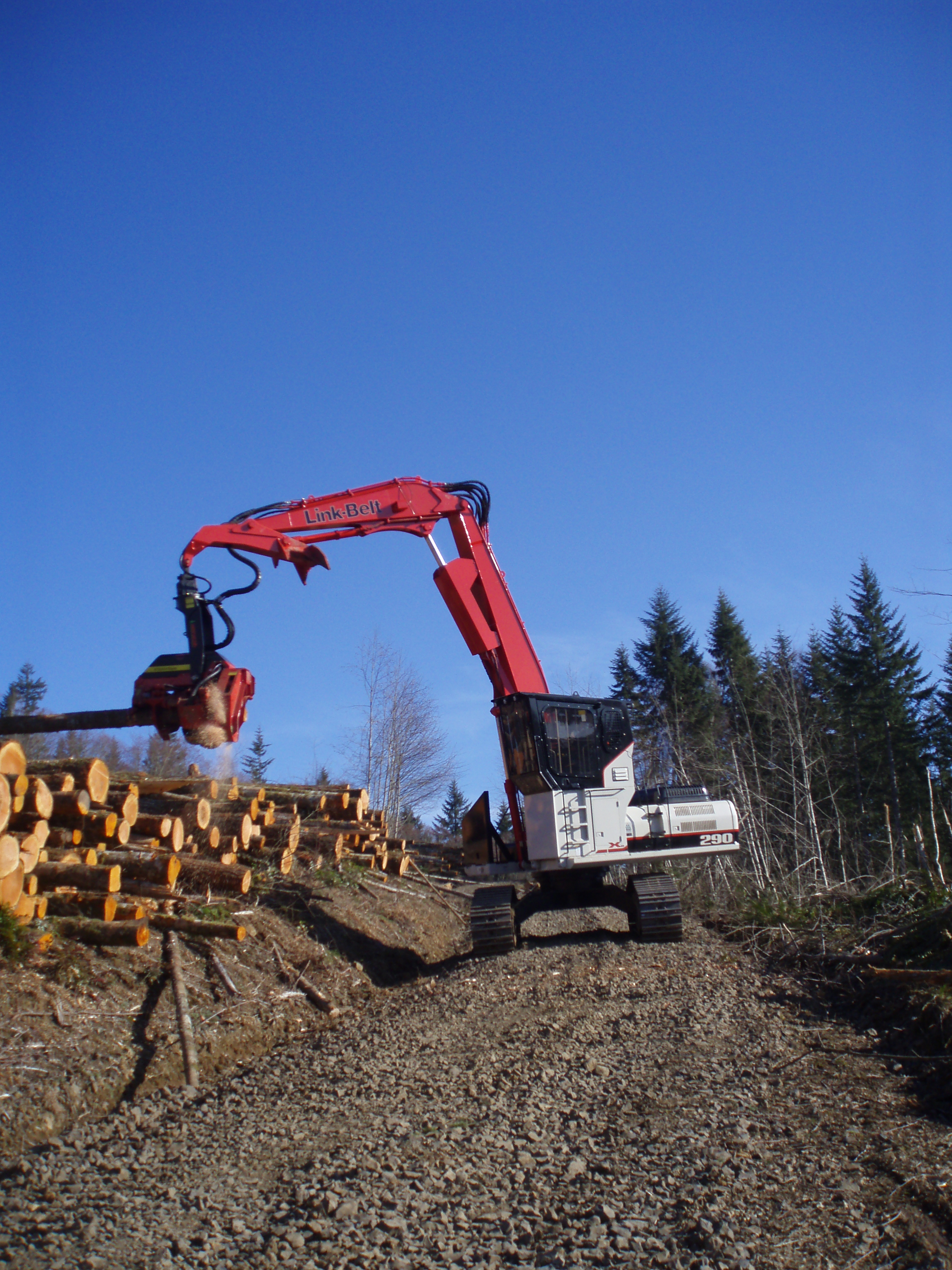
Engin forestier Link-Belt 290 X2
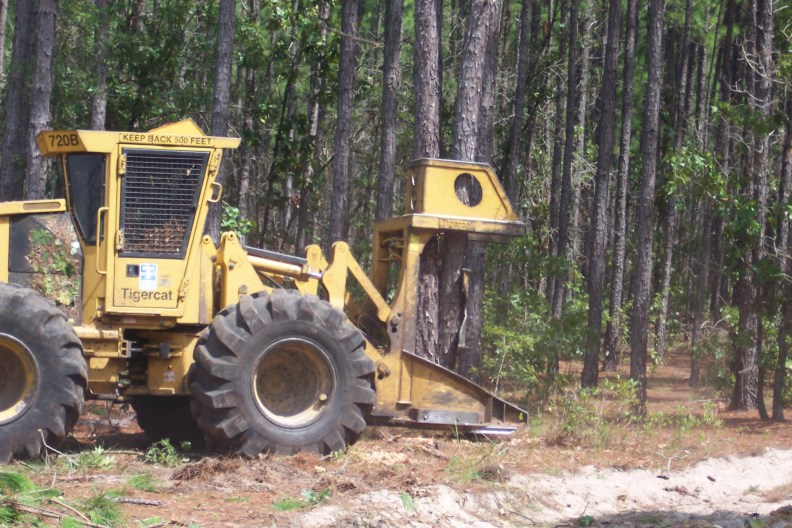
Buncher (USA)
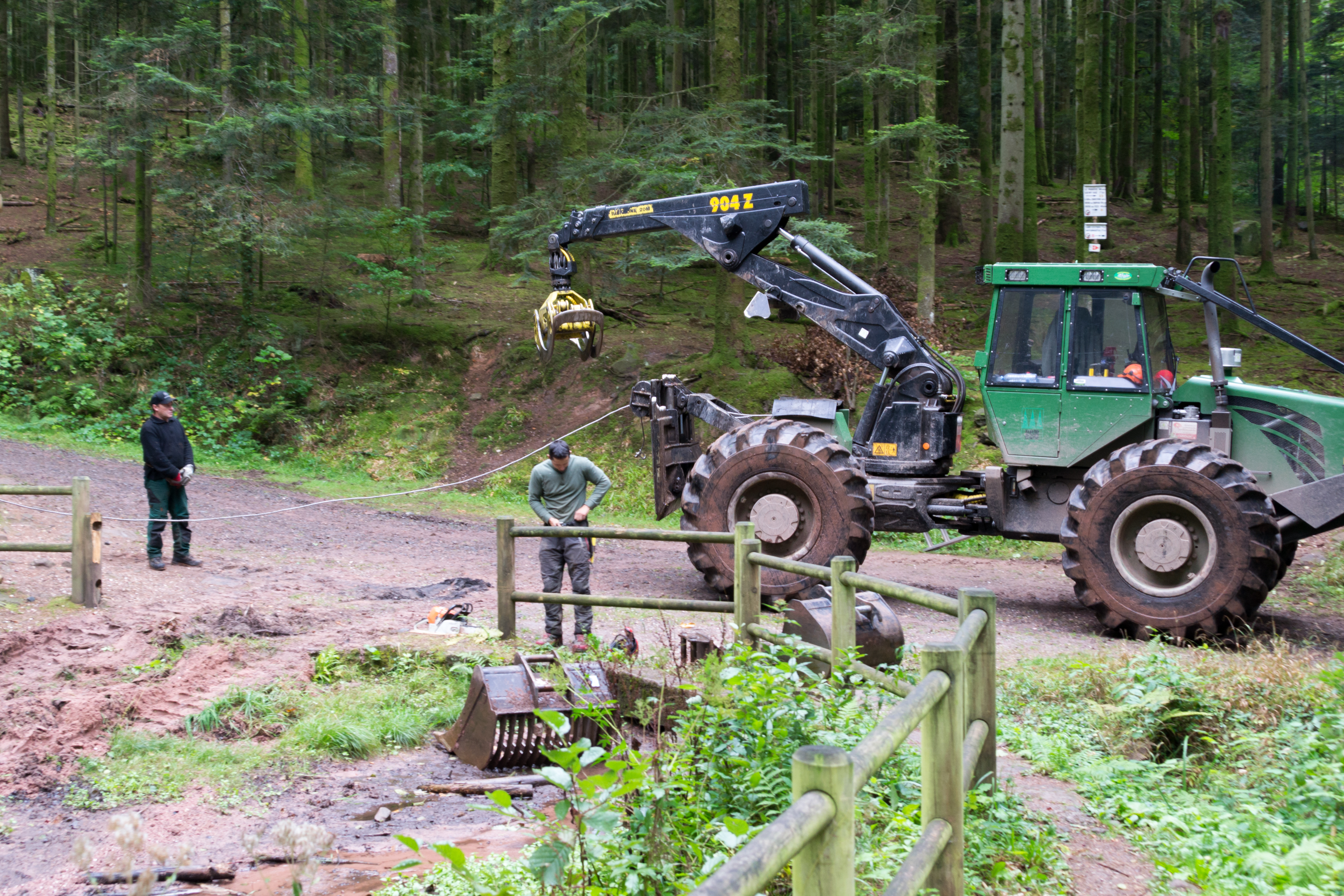
Débusqueur HSM 904Z télécommandé par son pilote (à gauche)

### Vidéographie
- [vidéo] « Vidéo présentant différents engins Valmet », sur YouTube
- [vidéo] « Vidéo F175 Camox », sur YouTube